# Brad Warner
Brad Warner (né le 5 mars 1964) est un moine Zen Sōtō, écrivain, blogger, documentariste et bassiste dans un groupe de punk rock.

## Biographie
Brad Warner est né à Akron en 1964 et a fait ses études à la Kent State University. Adolescent, Warner a commencé à jouer de la musique des années '60 et du punk hardcore. Lorsqu'un de ses amis l'a emmené voir un spectacle du groupe Zero Defex, il s'est rendu à une audition et a été incorporé au groupe lorsqu'ils ont eu besoin d'un nouveau bassiste. Il s'est d'abord intéressé aux diverses idéologies du mouvement punk rock mais s'est très vite rendu compte que les punk rockers n'étaient pas très sérieux sur ce point, dans l'ensemble. Il a découvert de l'hypocrisie dans leur tendance à critiquer et à remettre toute la société en question, mais pas eux-mêmes. Quand il s'est mis au Bouddhisme Zen  avec son premier enseignant, Tim McCarthy, Warner a découvert que les niveaux de remise en question dans cette tradition allaient bien plus loin que dans le punk rock. Il a découvert qu'il y avait pour lui une relation, ou un pont, entre punk et Zen.
Après l'échec financier des albums de son groupe Dimentia 13, Warner a été engagé pour enseigner l'anglais au Japon dans le cadre d'un programme d'échanges, avant d'être embauché par Tsuburaya Productions en 1994, entreprise qui produit des films de monstres à petit budget. Comme il était, tout jeune, un fan de ces films, Warner a joué le rôle de plusieurs étrangers dans ces films, tout en travaillant dans les bureaux aux relations avec l'étranger. Au Japon il a fait la connaissance de Gudō Wafu Nishijima, qui, après avoir dirigé sa formation durant plusieurs années, lui a conféré les préceptes de moine. Au début de sa formation, il se demandait pourquoi diantre il continuait à pratiquer zazen, tout en sachant bien qu'il ne se sentait pas bien quand il ne le faisait pas. 
Aujourd'hui, il vit à Los Angeles où il blogue aussi pour SuicideGirls, un site porno soft en ligne. En 2007 il a tourné le documentaire intitulé Cleveland’s Screaming, qui décrit sur le milieu punk de Cleveland et d'Akron dans les années 1980, (il inclut des interviews). C'est aussi en 2007 que Gudō Wafu Nishijima l'a désigné pour lui succéder comme dirigeant du Dogen Sangha International.

## Discographie

### Compilations
- (en) The New Hope, New Hope Records, 1983
- P.E.A.C.E./War (double LP), RRadical Records, 1983
- Midnight X-Mess #2 LP, Midnight Records, 1986
- Midnight X-Mess #3 LP, Midnight Records, 1987

### Dimentia 13
- Dimentia 13, Midnight Records, 1985 (lire en ligne)

- Mirror Mind, Midnight Records, 1987 (lire en ligne)

- (en) Disturb the Air, Midnight Records, 1989 (lire en ligne)

- T.V. Screen Head, Midnight Records, 1990 (lire en ligne)

- (en) Flat Earth Society, Midnight Records, 1991 (lire en ligne)

### Apparitions en invité
- (en) Twink and Plasticland, You Need a Fairy Godmother, Midnight Records, 1989

### 0DFx
- War Hero, Get Revenge Records, 2007 (lire en ligne) (1983 debut reissue)
- (en) Drop the A-bomb, Get Revenge Records, 2007 (lire en ligne) (1982 demo reissue)
- Discography, Get Revenge Records, 2007 (lire en ligne) (1982 demo and 1983 debut, 2 CD)

## Galerie

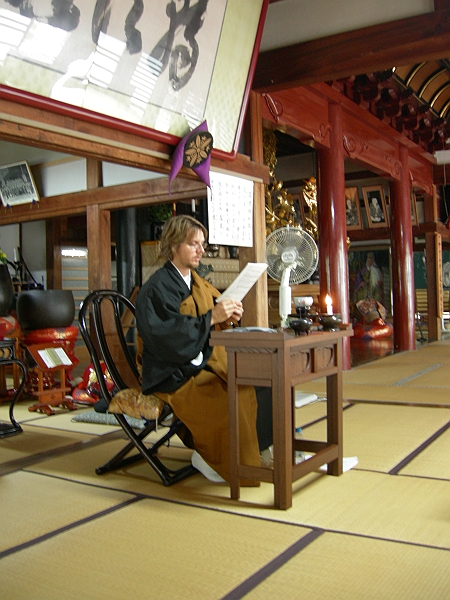
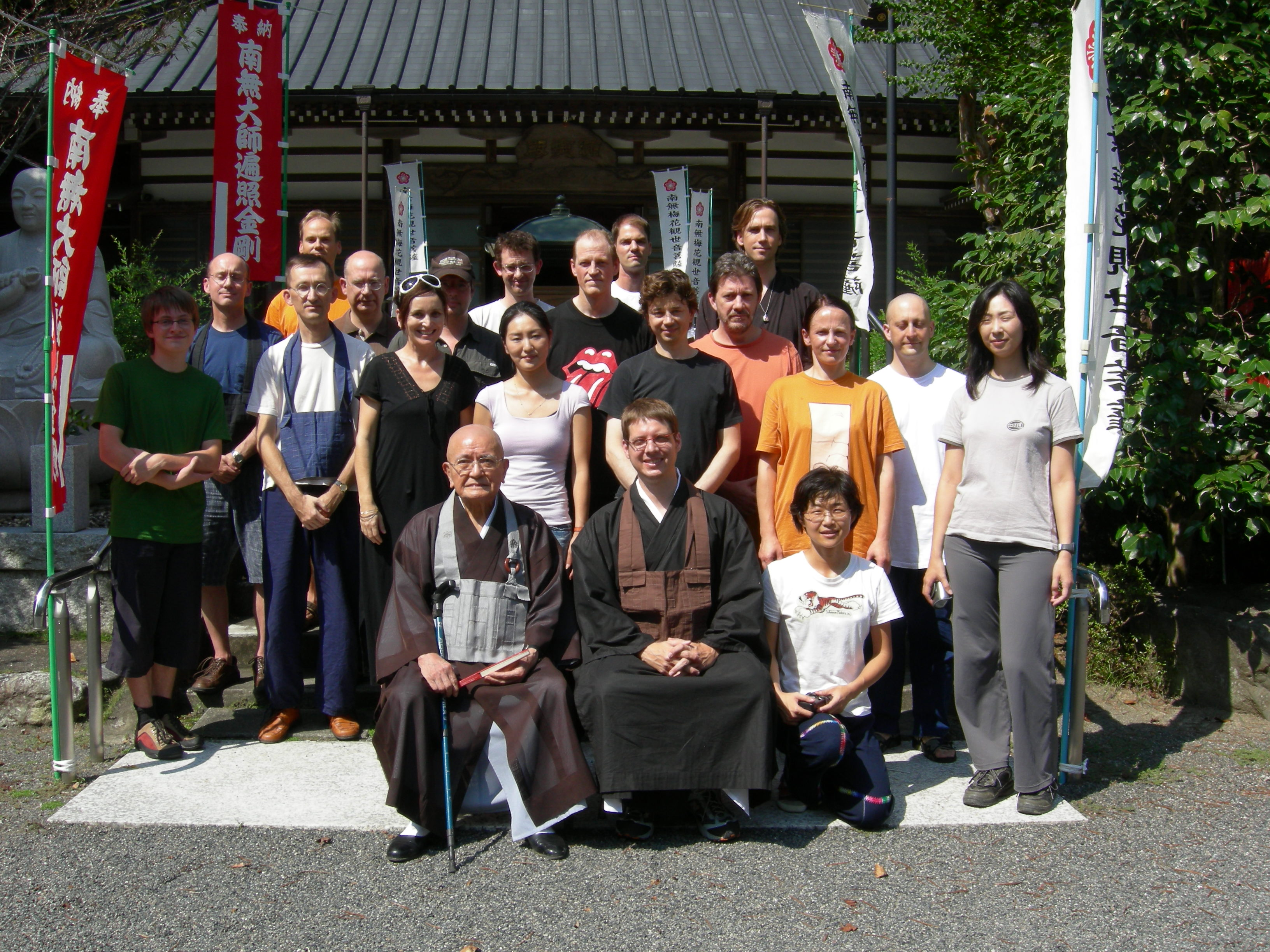
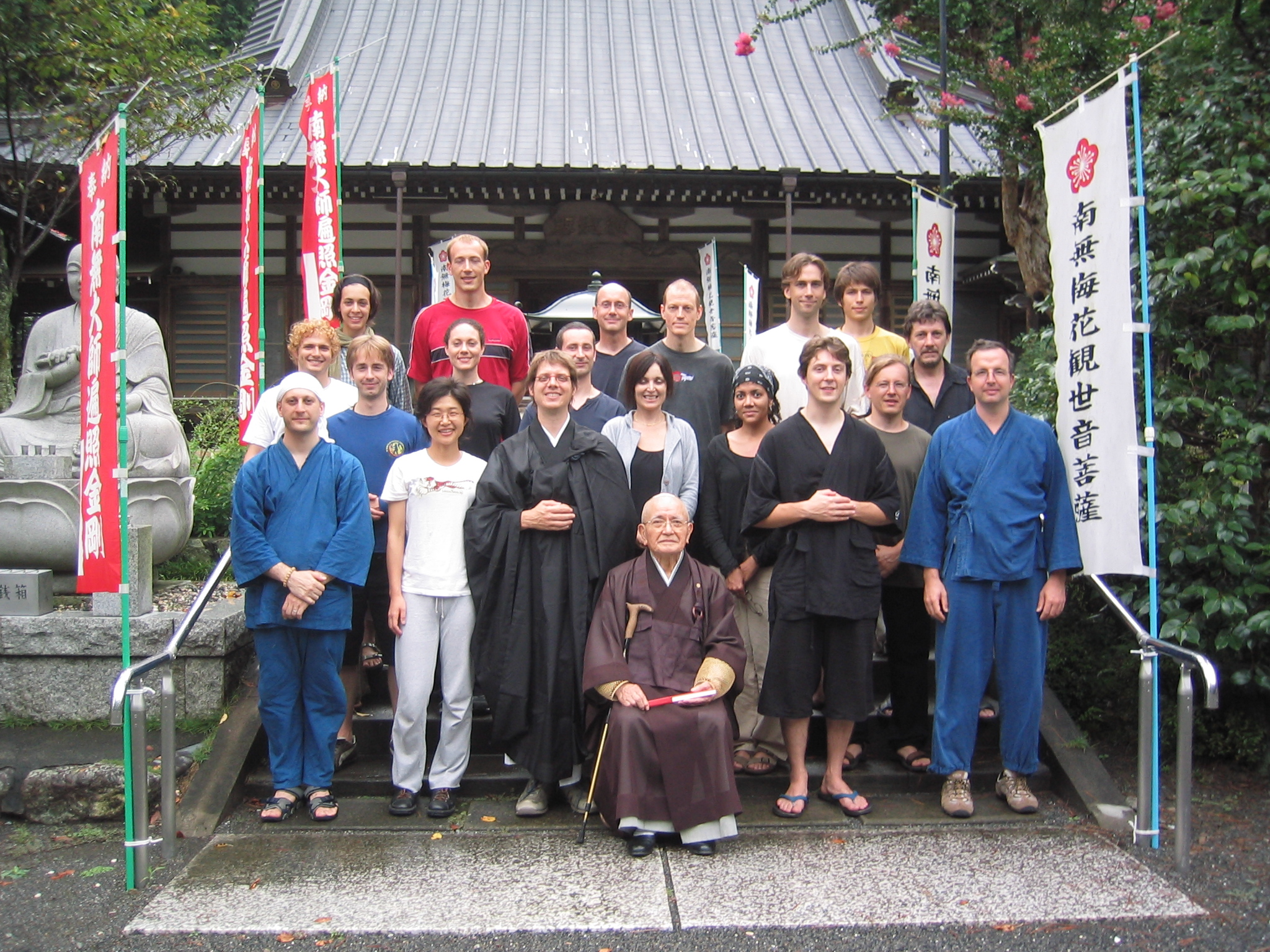
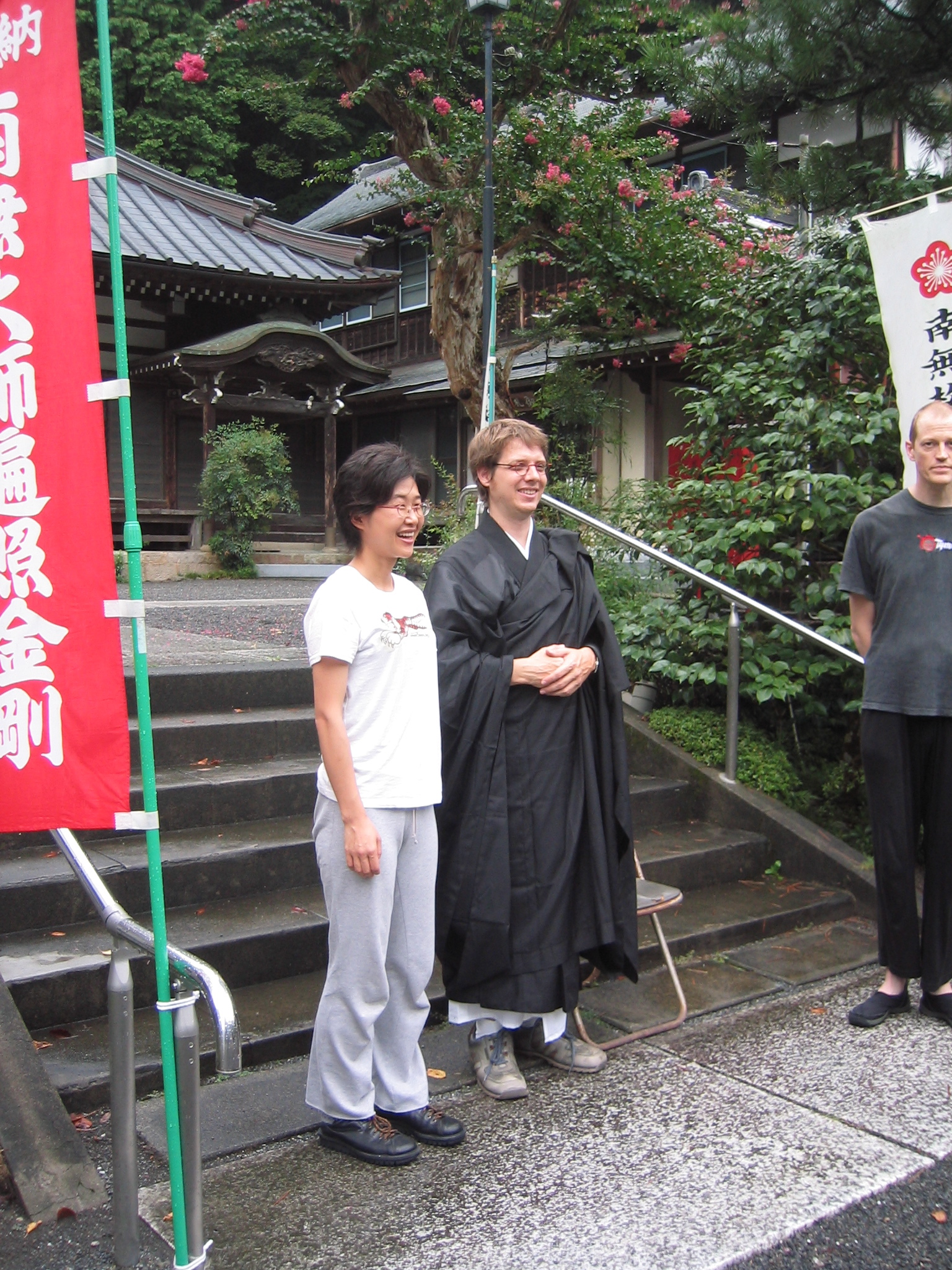

## Autres lectures
- (en) James Ishmael Ford, Zen Master Who? : A Guide to the People and Stories of Zen, Boston, Wisdom Publications, 2006, 262 p., poche (ISBN 978-0-86171-509-1, OCLC 70174891, LCCN 2006020147, présentation en ligne)